# Avernakø Pastorat
Avernakø Pastorat er et pastorat, som består af sognet Avernakø Sogn.

## Sognepræster og kirkebogsførere
Til embedet hører forpligtelse til hjælp i Fåborg Pastorat.
1. 1962-1966 E.B. Andersen
2. 1966-1977 Frits Raven
3. 1977-1979 vakant
4. 1979-1999 Sven Vest
5. 1999- Sisse Simone (1944-)